# کرکاسنت‌کیرای
کِرکاسِنت‌کیرای (به مجاری:  Kerkaszentkirály) یک منطقهٔ مسکونی در مجارستان است که در زالا واقع شده‌است. کِرکاسِنت‌کیرای ۲۸۴ نفر جمعیت دارد.